# ATP Tour 2019
L'ATP Tour 2019 és el circuit de tennis professional masculí de l'any 2019 organitzat per l'ATP. La temporada inclou un total de 68 torneigs dividits en Grand Slams (organitzats per la ITF), ATP World Tour Masters 1000, sèries ATP World Tour 500, sèries ATP World Tour 250 i un ATP Finals. També s'inclou la disputa de la Copa Davis i la Copa Hopman. Els torneigs es disputen entre el 30 de desembre de 2018 i el 24 de novembre de 2019.

## Calendari
Taula sobre el calendari complet dels torneigs que pertanyen a la temporada 2018 de l'ATP World Tour. També s'inclouen els vencedors dels quadres individuals i dobles de cada torneig.
| Llegenda                           |
| ---------------------------------- |
| Grand Slam                         |
| ATP World Tour Finals / ATP Finals |
| ATP World Tour Masters 1000        |
| ATP World Tour 500                 |
| ATP World Tour 250                 |
| Esdeveniments per equips           |

| Data d'inici          | Torneig                           | Superfície       | Guanyador/s | Finalista/es |
| --------------------- | --------------------------------- | ---------------- | --- | --- |
| 31 de desembre (2018) | Copa Hopman                       | Dura (i)         | Belinda Bencic / Roger Federer                                                                                           | Angelique Kerber / Alexander Zverev |
| 31 de desembre (2018) | Brisbane                          | Dura             | Kei Nishikori | Daniil Medvedev |
| 31 de desembre (2018) | Brisbane                          | Dura             | Marcus Daniell / Wesley Koolhof                                                                                          | Rajeev Ram / Joe Salisbury |
| 31 de desembre (2018) | Poona                             | Dura             | Kevin Anderson | Ivo Karlović |
| 31 de desembre (2018) | Poona                             | Dura             | Rohan Bopanna / Divij Sharan                                                                                             | Luke Bambridge / Jonny O'Mara |
| 31 de desembre (2018) | Doha                              | Dura             | Roberto Bautista Agut | Tomáš Berdych |
| 31 de desembre (2018) | Doha                              | Dura             | David Goffin / Pierre-Hugues Herbert                                                                                     | Robin Haase / Matwé Middelkoop |
| 7 de gener            | Auckland                          | Dura             | Tennys Sandgren | Cameron Norrie |
| 7 de gener            | Auckland                          | Dura             | Ben McLachlan / Jan-Lennard Struff                                                                                       | Raven Klaasen / Michael Venus |
| 7 de gener            | Sydney                            | Dura             | Alex de Minaur | Andreas Seppi |
| 7 de gener            | Sydney                            | Dura             | Jamie Murray / Bruno Soares                                                                                              | Juan Sebastián Cabal / Robert Farah |
| 14 de gener           | Open d'Austràlia                  | Dura             | Novak Đoković | Rafael Nadal |
| 14 de gener           | Open d'Austràlia                  | Dura             | Pierre-Hugues Herbert / Nicolas Mahut                                                                                    | Henri Kontinen / John Peers |
| 14 de gener           | Open d'Austràlia                  | Dura             | Barbora Krejčíková / Rajeev Ram                                                                                          | Astra Sharma / John-Patrick Smith |
| 28 de gener           | Copa Davis (fase classificatòria) |                  | Bèlgica · Sèrbia · Austràlia · Itàlia · Alemanya · Rússia · Kazakhstan · Països Baixos · Colòmbia · Xile · Canadà · Japó | Brasil · Uzbekistan · Bòsnia i Hercegovina · Índia · Hongria · Sèrbia · Portugal · Txèquia · Suècia · Àustria · Eslovàquia · R.P. de la Xina |
| 4 de febrer           | Montpeller                        | Dura (i)         | Jo-Wilfried Tsonga | Pierre-Hugues Herbert |
| 4 de febrer           | Montpeller                        | Dura (i)         | Ivan Dodig / Édouard Roger-Vasselin                                                                                      | Benjamin Bonzi / Antoine Hoang |
| 4 de febrer           | Córdoba                           | Terra batuda     | Juan Ignacio Londero | Guido Pella |
| 4 de febrer           | Córdoba                           | Terra batuda     | Roman Jebavý / Andrés Molteni                                                                                            | Máximo González / Horacio Zeballos |
| 4 de febrer           | Sofia                             | Dura (i)         | Daniil Medvedev | Márton Fucsovics |
| 4 de febrer           | Sofia                             | Dura (i)         | Nikola Mektić / Jürgen Melzer                                                                                            | Hsieh Cheng-peng / Christopher Rungkat |
| 11 de febrer          | Rotterdam                         | Dura (i)         | Gaël Monfils | Stan Wawrinka |
| 11 de febrer          | Rotterdam                         | Dura (i)         | Jérémy Chardy / Henri Kontinen                                                                                           | Jean-Julien Rojer / Horia Tecău |
| 11 de febrer          | Buenos Aires                      | Terra batuda     | Marco Cecchinato | Diego Schwartzman |
| 11 de febrer          | Buenos Aires                      | Terra batuda     | Máximo González / Horacio Zeballos                                                                                       | Diego Schwartzman / Dominic Thiem |
| 11 de febrer          | Nova York                         | Dura (i)         | Reilly Opelka | Brayden Schnur |
| 11 de febrer          | Nova York                         | Dura (i)         | Kevin Krawietz / Andreas Mies                                                                                            | Santiago González / Aisam-ul-Haq Qureshi |
| 18 de febrer          | Rio de Janeiro                    | Terra batuda     | Laslo Đere | Félix Auger-Aliassime |
| 18 de febrer          | Rio de Janeiro                    | Terra batuda     | Máximo González / Nicolás Jarry                                                                                          | Thomaz Bellucci / Rogério Dutra Silva |
| 18 de febrer          | Delray Beach                      | Dura             | Radu Albot | Dan Evans |
| 18 de febrer          | Delray Beach                      | Dura             | Bob Bryan / Mike Bryan                                                                                                   | Ken Skupski / Neal Skupski |
| 18 de febrer          | Marsella                          | Dura (i)         | Stéfanos Tsitsipàs | Mikhaïl Kukuixkin |
| 18 de febrer          | Marsella                          | Dura (i)         | Jérémy Chardy / Fabrice Martin                                                                                           | Ben McLachlan / Matwé Middelkoop |
| 25 de febrer          | Acapulco                          | Dura             | Nick Kyrgios | Alexander Zverev |
| 25 de febrer          | Acapulco                          | Dura             | Alexander Zverev / Mischa Zverev                                                                                         | Austin Krajicek / Artem Sitak |
| 25 de febrer          | Dubai                             | Dura             | Roger Federer | Stéfanos Tsitsipàs |
| 25 de febrer          | Dubai                             | Dura             | Rajeev Ram / Joe Salisbury                                                                                               | Ben McLachlan / Jan-Lennard Struff |
| 25 de febrer          | São Paulo                         | Terra batuda (i) | Guido Pella | Christian Garín |
| 25 de febrer          | São Paulo                         | Terra batuda (i) | Federico Delbonis / Máximo González                                                                                      | Luke Bambridge / Jonny O'Mara |
| 4 de març             | Indian Wells                      | Dura             | Dominic Thiem | Roger Federer |
| 4 de març             | Indian Wells                      | Dura             | Nikola Mektić / Horacio Zeballos                                                                                         | Łukasz Kubot / Marcelo Melo |
| 18 de març            | Miami                             | Dura             | Roger Federer | John Isner |
| 18 de març            | Miami                             | Dura             | Bob Bryan / Mike Bryan                                                                                                   | Wesley Koolhof / Stéfanos Tsitsipàs |
| 1 d'abril             | Copa Davis (quarts de final)      |                  | | |
| 8 d'abril             | Houston                           | Terra batuda     | Christian Garín | Casper Ruud |
| 8 d'abril             | Houston                           | Terra batuda     | Santiago González / Aisam-ul-Haq Qureshi                                                                                 | Ken Skupski / Neal Skupski |
| 8 d'abril             | Marràqueix                        | Terra batuda     | Benoît Paire | Pablo Andújar Alba |
| 8 d'abril             | Marràqueix                        | Terra batuda     | Jürgen Melzer / Franko Škugor                                                                                            | Matwé Middelkoop / Frederik Nielsen |
| 15 d'abril            | Montecarlo                        | Terra batuda     | Fabio Fognini | Dušan Lajović |
| 15 d'abril            | Montecarlo                        | Terra batuda     | Nikola Mektić / Franko Škugor                                                                                            | Robin Haase / Wesley Koolhof |
| 22 d'abril            | Barcelona                         | Terra batuda     | Dominic Thiem | Daniil Medvedev |
| 22 d'abril            | Barcelona                         | Terra batuda     | Juan Sebastián Cabal / Robert Farah                                                                                      | Jamie Murray / Bruno Soares |
| 22 d'abril            | Budapest                          | Terra batuda     | Matteo Berrettini | Filip Krajinović |
| 22 d'abril            | Budapest                          | Terra batuda     | Ken Skupski / Neal Skupski                                                                                               | Marcus Daniell / Wesley Koolhof |
| 29 d'abril            | Estoril                           | Terra batuda     | Stéfanos Tsitsipàs | Pablo Cuevas |
| 29 d'abril            | Estoril                           | Terra batuda     | Jérémy Chardy / Fabrice Martin                                                                                           | Luke Bambridge / Jonny O'Mara |
| 29 d'abril            | Múnic                             | Terra batuda     | Cristian Garín | Matteo Berrettini |
| 29 d'abril            | Múnic                             | Terra batuda     | Frederik Nielsen / Tim Pütz                                                                                              | Marcelo Demoliner / Divij Sharan |
| 6 de maig             | Madrid                            | Terra batuda     | Novak Đoković | Stéfanos Tsitsipàs |
| 6 de maig             | Madrid                            | Terra batuda     | Jean-Julien Rojer / Horia Tecău                                                                                          | Diego Schwartzman / Dominic Thiem |
| 13 de maig            | Roma                              | Terra batuda     | Rafael Nadal | Novak Đoković |
| 13 de maig            | Roma                              | Terra batuda     | Juan Sebastián Cabal / Robert Farah                                                                                      | Raven Klaasen / Michael Venus |
| 20 de maig            | Ginebra                           | Terra batuda     | Alexander Zverev | Nicolás Jarry |
| 20 de maig            | Ginebra                           | Terra batuda     | Oliver Marach / Mate Pavić                                                                                               | Matthew Ebden / Robert Lindstedt |
| 20 de maig            | Lió                               | Terra batuda     | Benoît Paire | Félix Auger-Aliassime |
| 20 de maig            | Lió                               | Terra batuda     | Ivan Dodig / Édouard Roger-Vasselin                                                                                      | Ken Skupski / Neal Skupski |
| 27 de maig            | Roland Garros                     | Terra batuda     | Rafael Nadal | Dominic Thiem |
| 27 de maig            | Roland Garros                     | Terra batuda     | Kevin Krawietz / Andreas Mies                                                                                            | Jérémy Chardy / Fabrice Martin |
| 27 de maig            | Roland Garros                     | Terra batuda     | Latisha Chan / Ivan Dodig                                                                                                | Gabriela Dabrowski / Mate Pavić |
| 10 de juny            | Stuttgart                         | Gespa            | Matteo Berrettini | Félix Auger-Aliassime |
| 10 de juny            | Stuttgart                         | Gespa            | John Peers / Bruno Soares                                                                                                | Rohan Bopanna / Denis Shapovalov |
| 10 de juny            | 's-Hertogenbosch                  | Gespa            | Adrian Mannarino | Jordan Thompson |
| 10 de juny            | 's-Hertogenbosch                  | Gespa            | Dominic Inglot / Austin Krajicek                                                                                         | Marcus Daniell / Wesley Koolhof |
| 17 de juny            | Halle                             | Gespa            | Roger Federer | David Goffin |
| 17 de juny            | Halle                             | Gespa            | Raven Klaasen / Michael Venus                                                                                            | Łukasz Kubot / Marcelo Melo |
| 17 de juny            | Londres                           | Gespa            | Feliciano López | Gilles Simon |
| 17 de juny            | Londres                           | Gespa            | Feliciano López / Andy Murray                                                                                            | Rajeev Ram / Joe Salisbury |
| 24 de juny            | Antalya                           | Gespa            | Lorenzo Sonego | Miomir Kecmanović |
| 24 de juny            | Antalya                           | Gespa            | Jonathan Erlich / Artem Sitak                                                                                            | Ivan Dodig / Filip Polášek |
| 24 de juny            | Eastbourne                        | Gespa            | Taylor Fritz | Sam Querrey |
| 24 de juny            | Eastbourne                        | Gespa            | Juan Sebastián Cabal / Robert Farah                                                                                      | Máximo González / Horacio Zeballos |
| 1 de juliol           | Wimbledon                         | Gespa            | Novak Đoković | Roger Federer |
| 1 de juliol           | Wimbledon                         | Gespa            | Juan Sebastián Cabal / Robert Farah                                                                                      | Nicolas Mahut / Édouard Roger-Vasselin |
| 1 de juliol           | Wimbledon                         | Gespa            | Latisha Chan / Ivan Dodig                                                                                                | Jeļena Ostapenko / Robert Lindstedt |
| 15 de juliol          | Bastad                            | Terra batuda     | Nicolás Jarry | Juan Ignacio Londero |
| 15 de juliol          | Bastad                            | Terra batuda     | Sander Gillé / Joran Vliegen                                                                                             | Federico Delbonis / Horacio Zeballos |
| 15 de juliol          | Newport                           | Gespa            | John Isner | Alexander Bublik |
| 15 de juliol          | Newport                           | Gespa            | Marcel Granollers / Serhí Stakhovski                                                                                     | Marcelo Arévalo / Miguel Ángel Reyes-Varela                                                                                                  |
| 15 de juliol          | Umag                              | Terra batuda     | Dušan Lajović | Attila Balázs |
| 15 de juliol          | Umag                              | Terra batuda     | Robin Haase / Philipp Oswald                                                                                             | Oliver Marach / Jürgen Melzer |
| 22 de juliol          | Hamburg                           | Terra batuda     | Níkoloz Bassilaixvili | Andrei Rubliov |
| 22 de juliol          | Hamburg                           | Terra batuda     | Oliver Marach / Jürgen Melzer                                                                                            | Robin Haase / Wesley Koolhof |
| 22 de juliol          | Atlanta                           | Dura             | Alex de Minaur | Taylor Fritz |
| 22 de juliol          | Atlanta                           | Dura             | Dominic Inglot / Austin Krajicek                                                                                         | Bob Bryan / Mike Bryan |
| 22 de juliol          | Gstaad                            | Terra batuda     | Albert Ramos Viñolas | Cedrik-Marcel Stebe |
| 22 de juliol          | Gstaad                            | Terra batuda     | Sander Gillé / Joran Vliegen                                                                                             | Philipp Oswald / Filip Polášek |
| 29 de juliol          | Washington D.C.                   | Dura             | Nick Kyrgios | Daniil Medvedev |
| 29 de juliol          | Washington D.C.                   | Dura             | Raven Klaasen / Michael Venus                                                                                            | Jean-Julien Rojer / Horia Tecău |
| 29 de juliol          | Kitzbühel                         | Terra batuda     | Dominic Thiem | Albert Ramos Viñolas |
| 29 de juliol          | Kitzbühel                         | Terra batuda     | Philipp Oswald / Filip Polášek                                                                                           | Sander Gillé / Joran Vliegen |
| 29 de juliol          | Los Cabos                         | Dura             | Diego Schwartzman | Taylor Fritz |
| 29 de juliol          | Los Cabos                         | Dura             | Romain Arneodo / Hugo Nys                                                                                                | Dominic Inglot / Austin Krajicek |
| 5 d'agost             | Mont-real                         | Dura             | Rafael Nadal | Daniil Medvedev |
| 5 d'agost             | Mont-real                         | Dura             | Marcel Granollers / Horacio Zeballos                                                                                     | Wesley Koolhof / Robin Haase |
| 12 d'agost            | Cincinnati                        | Dura             | Daniil Medvedev | David Goffin |
| 12 d'agost            | Cincinnati                        | Dura             | Ivan Dodig / Filip Polášek                                                                                               | Juan Sebastián Cabal / Robert Farah |
| 19 d'agost            | Winston-Salem                     | Dura             | Hubert Hurkacz | Benoît Paire |
| 19 d'agost            | Winston-Salem                     | Dura             | Łukasz Kubot / Marcelo Melo                                                                                              | Nicholas Monroe / Tennys Sandgren |
| 26 d'agost            | US Open                           | Dura             | Rafael Nadal | Daniil Medvedev |
| 26 d'agost            | US Open                           | Dura             | Juan Sebastián Cabal / Robert Farah                                                                                      | Marcel Granollers / Horacio Zeballos |
| 26 d'agost            | US Open                           | Dura             | Bethanie Mattek-Sands / Jamie Murray                                                                                     | Chan Hao-ching / Michael Venus |
| 9 de setembre         | Sense torneigs                    | Sense torneigs   | Sense torneigs | Sense torneigs |
| 16 de setembre        | Laver Cup                         | Dura (i)         | Equip Europa | Equip Món |
| 16 de setembre        | Metz                              | Dura (i)         | Jo-Wilfried Tsonga | Aljaž Bedene |
| 16 de setembre        | Metz                              | Dura (i)         | Robert Lindstedt / Jan-Lennard Struff                                                                                    | Nicolas Mahut / Édouard Roger-Vasselin |
| 16 de setembre        | Sant Petersburg                   | Dura (i)         | Daniil Medvedev | Borna Ćorić |
| 16 de setembre        | Sant Petersburg                   | Dura (i)         | Divij Sharan / Igor Zelenay                                                                                              | Matteo Berrettini / Simone Bolelli |
| 23 de setembre        | Chengdu                           | Dura             | Pablo Carreño Busta | Alexander Bublik |
| 23 de setembre        | Chengdu                           | Dura             | Nikola Čačić / Dušan Lajović                                                                                             | Jonathan Erlich / Fabrice Martin |
| 23 de setembre        | Zhuhai                            | Dura             | Alex de Minaur | Adrian Mannarino |
| 23 de setembre        | Zhuhai                            | Dura             | Sander Gillé / Joran Vliegen                                                                                             | Marcelo Demoliner / Matwé Middelkoop |
| 30 de setembre        | Pequín                            | Dura             | Dominic Thiem | Stéfanos Tsitsipàs |
| 30 de setembre        | Pequín                            | Dura             | Ivan Dodig / Filip Polášek                                                                                               | Łukasz Kubot / Marcelo Melo |
| 30 de setembre        | Tòquio                            | Dura             | Novak Đoković | John Millman |
| 30 de setembre        | Tòquio                            | Dura             | Nicolas Mahut / Édouard Roger-Vasselin                                                                                   | Nikola Mektić / Franko Škugor |
| 7 d'octubre           | Xangai                            | Dura             | Daniil Medvedev | Alexander Zverev |
| 7 d'octubre           | Xangai                            | Dura             | Mate Pavić / Bruno Soares                                                                                                | Łukasz Kubot / Marcelo Melo |
| 14 d'octubre          | Anvers                            | Dura (i)         | Andy Murray | Stan Wawrinka |
| 14 d'octubre          | Anvers                            | Dura (i)         | Kevin Krawietz / Andreas Mies                                                                                            | Rajeev Ram / Joe Salisbury |
| 14 d'octubre          | Moscou                            | Dura (i)         | Andrei Rubliov | Adrian Mannarino |
| 14 d'octubre          | Moscou                            | Dura (i)         | Marcelo Demoliner / Matwé Middelkoop                                                                                     | Simone Bolelli / Andrés Molteni |
| 14 d'octubre          | Estocolm                          | Dura (i)         | Denis Shapovalov | Filip Krajinović |
| 14 d'octubre          | Estocolm                          | Dura (i)         | Henri Kontinen / Édouard Roger-Vasselin                                                                                  | Mate Pavić / Bruno Soares |
| 21 d'octubre          | Basilea                           | Dura (i)         | Roger Federer | Alex de Minaur |
| 21 d'octubre          | Basilea                           | Dura (i)         | Jean-Julien Rojer / Horia Tecău                                                                                          | Taylor Fritz / Reilly Opelka |
| 21 d'octubre          | Viena                             | Dura (i)         | Dominic Thiem | Diego Schwartzman |
| 21 d'octubre          | Viena                             | Dura (i)         | Rajeev Ram / Joe Salisbury                                                                                               | Łukasz Kubot / Marcelo Melo |
| 28 d'octubre          | París                             | Dura (i)         | Novak Đoković | Denis Shapovalov |
| 28 d'octubre          | París                             | Dura (i)         | Pierre-Hugues Herbert / Nicolas Mahut                                                                                    | Karén Khatxànov / Andrei Rubliov |
| 4 de novembre         | Next Gen ATP Finals (Milà)        | Dura (i)         | Jannik Sinner | Alex de Minaur |
| 11 de novembre        | ATP Finals (Londres)              | Dura (i)         | Stéfanos Tsitsipàs | Dominic Thiem |
| 11 de novembre        | ATP Finals (Londres)              | Dura (i)         | Pierre-Hugues Herbert / Nicolas Mahut                                                                                    | Raven Klaasen / Michael Venus |
| 19 de novembre        | Davis Cup Finals (Madrid)         | Dura (i)         | Espanya | Canadà |

## Estadístiques
La següent taula mostra el nombre de títols aconseguits de forma individual (I), dobles (D) i dobles mixtes (X) aconseguits per cada tennista i també per països durant la temporada 2019. Els torneigs estan classificats segons la seva categoria dins el calendari ATP World Tour 2019: Grand Slams, ATP World Tour Finals, ATP World Tour Masters 1000, sèries ATP World Tour 500 i sèries ATP World Tour 250. L'ordre del jugadors s'ha establert a partir del nombre total de títols i llavors segons la categoria dels títols.

### Títols per tennista
| Total | Tennista               | Grand Slams | Grand Slams | Grand Slams | ATP World Tour Finals | ATP World Tour Finals | ATP World Tour Masters 1000 | ATP World Tour Masters 1000 | ATP World Tour 500 | ATP World Tour 500 | ATP World Tour 250 | ATP World Tour 250 | Resum | Resum | Resum |
| Total | Tennista               | I           | D           | X           | I                     | D                     | I                           | D                           | I                  | D                  | I                  | D                  | I     | D     | X     |
| ----- | ---------------------- | ----------- | ----------- | ----------- | --------------------- | --------------------- | --------------------------- | --------------------------- | ------------------ | ------------------ | ------------------ | ------------------ | ----- | ----- | ----- |
| 6     | Ivan Dodig             |             |             | ●           |                       |                       |                             | ●                           |                    | ●                  |                    | ●                  | 0     | 4     | 2     |
| 5     | Novak Đoković          | ●           |             |             |                       |                       | ●                           |                             | ●                  |                    |                    |                    | 5     | 0     | 0     |
| 5     | Juan Sebastián Cabal   |             | ●           |             |                       |                       |                             | ●                           |                    | ●                  |                    | ●                  | 0     | 5     | 0     |
| 5     | Robert Farah           |             | ●           |             |                       |                       |                             | ●                           |                    | ●                  |                    | ●                  | 0     | 5     | 0     |
| 5     | Dominic Thiem          |             |             |             |                       |                       | ●                           |                             | ●                  |                    | ●                  |                    | 5     | 0     | 0     |
| 4     | Rafael Nadal           | ●           |             |             |                       |                       | ●                           |                             |                    |                    |                    |                    | 4     | 0     | 0     |
| 4     | Nicolas Mahut          |             | ●           |             |                       | ●                     |                             | ●                           |                    | ●                  |                    |                    | 0     | 4     | 0     |
| 4     | Pierre-Hugues Herbert  |             | ●           |             |                       | ●                     |                             | ●                           |                    |                    |                    | ●                  | 0     | 4     | 0     |
| 4     | Daniil Medvedev        |             |             |             |                       |                       | ●                           |                             |                    |                    | ●                  |                    | 4     | 0     | 0     |
| 4     | Roger Federer          |             |             |             |                       |                       | ●                           |                             | ●                  |                    |                    |                    | 4     | 0     | 0     |
| 4     | Édouard Roger-Vasselin |             |             |             |                       |                       |                             |                             |                    | ●                  |                    | ●                  | 0     | 4     | 0     |
| 3     | Rajeev Ram             |             |             | ●           |                       |                       |                             |                             |                    | ●                  |                    |                    | 0     | 2     | 1     |
| 3     | Kevin Krawietz         |             | ●           |             |                       |                       |                             |                             |                    |                    |                    | ●                  | 0     | 3     | 0     |
| 3     | Andreas Mies           |             | ●           |             |                       |                       |                             |                             |                    |                    |                    | ●                  | 0     | 3     | 0     |
| 3     | Stéfanos Tsitsipàs     |             |             |             | ●                     |                       |                             |                             |                    |                    | ●                  |                    | 3     | 0     | 0     |
| 3     | Nikola Mektić          |             |             |             |                       |                       |                             | ●                           |                    |                    |                    | ●                  | 0     | 3     | 0     |
| 3     | Horacio Zeballos       |             |             |             |                       |                       |                             | ●                           |                    |                    |                    | ●                  | 0     | 3     | 0     |
| 3     | Filip Polášek          |             |             |             |                       |                       |                             | ●                           |                    | ●                  |                    | ●                  | 0     | 3     | 0     |
| 3     | Bruno Soares           |             |             |             |                       |                       |                             | ●                           |                    |                    |                    | ●                  | 0     | 3     | 0     |
| 3     | Máximo González        |             |             |             |                       |                       |                             |                             |                    | ●                  |                    | ●                  | 0     | 2     | 0     |
| 3     | Jürgen Melzer          |             |             |             |                       |                       |                             |                             |                    | ●                  |                    | ●                  | 0     | 3     | 0     |
| 3     | Alex de Minaur         |             |             |             |                       |                       |                             |                             |                    |                    | ●                  |                    | 3     | 0     | 0     |
| 3     | Sander Gillé           |             |             |             |                       |                       |                             |                             |                    |                    |                    | ●                  | 0     | 3     | 0     |
| 3     | Joran Vliegen          |             |             |             |                       |                       |                             |                             |                    |                    |                    | ●                  | 0     | 3     | 0     |
| 2     | Jamie Murray           |             |             | ●           |                       |                       |                             |                             |                    |                    |                    | ●                  | 0     | 1     | 1     |
| 2     | Jean-Julien Rojer      |             |             |             |                       |                       |                             | ●                           |                    | ●                  |                    |                    | 0     | 2     | 0     |
| 2     | Horia Tecău            |             |             |             |                       |                       |                             | ●                           |                    | ●                  |                    |                    | 0     | 2     | 0     |
| 2     | Bob Bryan              |             |             |             |                       |                       |                             | ●                           |                    |                    |                    | ●                  | 0     | 2     | 0     |
| 2     | Mike Bryan             |             |             |             |                       |                       |                             | ●                           |                    |                    |                    | ●                  | 0     | 2     | 0     |
| 2     | Marcel Granollers      |             |             |             |                       |                       |                             | ●                           |                    |                    |                    | ●                  | 0     | 2     | 0     |
| 2     | Mate Pavić             |             |             |             |                       |                       |                             | ●                           |                    |                    |                    | ●                  | 0     | 2     | 0     |
| 2     | Franko Škugor          |             |             |             |                       |                       |                             | ●                           |                    |                    |                    | ●                  | 0     | 2     | 0     |
| 2     | Nick Kyrgios           |             |             |             |                       |                       |                             |                             | ●                  |                    |                    |                    | 2     | 0     | 0     |
| 2     | Feliciano López        |             |             |             |                       |                       |                             |                             | ●                  | ●                  |                    |                    | 1     | 1     | 0     |
| 2     | Raven Klaasen          |             |             |             |                       |                       |                             |                             |                    | ●                  |                    |                    | 0     | 2     | 0     |
| 2     | Joe Salisbury          |             |             |             |                       |                       |                             |                             |                    | ●                  |                    |                    | 0     | 2     | 0     |
| 2     | Michael Venus          |             |             |             |                       |                       |                             |                             |                    | ●                  |                    |                    | 0     | 2     | 0     |
| 2     | Nicolás Jarry          |             |             |             |                       |                       |                             |                             |                    | ●                  | ●                  |                    | 1     | 1     | 0     |
| 2     | Andy Murray            |             |             |             |                       |                       |                             |                             |                    | ●                  | ●                  |                    | 1     | 1     | 0     |
| 2     | Alexander Zverev       |             |             |             |                       |                       |                             |                             |                    | ●                  | ●                  |                    | 1     | 1     | 0     |
| 2     | Jérémy Chardy          |             |             |             |                       |                       |                             |                             |                    | ●                  |                    | ●                  | 0     | 2     | 0     |
| 2     | Henri Kontinen         |             |             |             |                       |                       |                             |                             |                    | ●                  |                    | ●                  | 0     | 2     | 0     |
| 2     | Oliver Marach          |             |             |             |                       |                       |                             |                             |                    | ●                  |                    | ●                  | 0     | 2     | 0     |
| 2     | Matteo Berrettini      |             |             |             |                       |                       |                             |                             |                    |                    | ●                  |                    | 2     | 0     | 0     |
| 2     | Cristian Garín         |             |             |             |                       |                       |                             |                             |                    |                    | ●                  |                    | 2     | 0     | 0     |
| 2     | Benoît Paire           |             |             |             |                       |                       |                             |                             |                    |                    | ●                  |                    | 2     | 0     | 0     |
| 2     | Jo-Wilfried Tsonga     |             |             |             |                       |                       |                             |                             |                    |                    | ●                  |                    | 2     | 0     | 0     |
| 2     | Dušan Lajović          |             |             |             |                       |                       |                             |                             |                    |                    | ●                  | ●                  | 1     | 1     | 0     |
| 2     | Dominic Inglot         |             |             |             |                       |                       |                             |                             |                    |                    |                    | ●                  | 0     | 2     | 0     |
| 2     | Austin Krajicek        |             |             |             |                       |                       |                             |                             |                    |                    |                    | ●                  | 0     | 2     | 0     |
| 2     | Fabrice Martin         |             |             |             |                       |                       |                             |                             |                    |                    |                    | ●                  | 0     | 2     | 0     |
| 2     | Philipp Oswald         |             |             |             |                       |                       |                             |                             |                    |                    |                    | ●                  | 0     | 2     | 0     |
| 2     | Divij Sharan           |             |             |             |                       |                       |                             |                             |                    |                    |                    | ●                  | 0     | 2     | 0     |
| 2     | Jan-Lennard Struff     |             |             |             |                       |                       |                             |                             |                    |                    |                    | ●                  | 0     | 2     | 0     |
| 1     | Jannik Sinner          |             |             |             | ●                     |                       |                             |                             |                    |                    |                    |                    | 1     | 0     | 0     |
| 1     | Fabio Fognini          |             |             |             |                       |                       | ●                           |                             |                    |                    |                    |                    | 1     | 0     | 0     |
| 1     | Níkoloz Bassilaixvili  |             |             |             |                       |                       |                             |                             | ●                  |                    |                    |                    | 1     | 0     | 0     |
| 1     | Laslo Đere             |             |             |             |                       |                       |                             |                             | ●                  |                    |                    |                    | 1     | 0     | 0     |
| 1     | Gaël Monfils           |             |             |             |                       |                       |                             |                             | ●                  |                    |                    |                    | 1     | 0     | 0     |
| 1     | Mischa Zverev          |             |             |             |                       |                       |                             |                             |                    | ●                  |                    |                    | 0     | 1     | 0     |
| 1     | Radu Albot             |             |             |             |                       |                       |                             |                             |                    |                    | ●                  |                    | 1     | 0     | 0     |
| 1     | Kevin Anderson         |             |             |             |                       |                       |                             |                             |                    |                    | ●                  |                    | 1     | 0     | 0     |
| 1     | Roberto Bautista Agut  |             |             |             |                       |                       |                             |                             |                    |                    | ●                  |                    | 1     | 0     | 0     |
| 1     | Pablo Carreño Busta    |             |             |             |                       |                       |                             |                             |                    |                    | ●                  |                    | 1     | 0     | 0     |
| 1     | Marco Cecchinato       |             |             |             |                       |                       |                             |                             |                    |                    | ●                  |                    | 1     | 0     | 0     |
| 1     | Taylor Fritz           |             |             |             |                       |                       |                             |                             |                    |                    | ●                  |                    | 1     | 0     | 0     |
| 1     | Hubert Hurkacz         |             |             |             |                       |                       |                             |                             |                    |                    | ●                  |                    | 1     | 0     | 0     |
| 1     | John Isner             |             |             |             |                       |                       |                             |                             |                    |                    | ●                  |                    | 1     | 0     | 0     |
| 1     | Juan Ignacio Londero   |             |             |             |                       |                       |                             |                             |                    |                    | ●                  |                    | 1     | 0     | 0     |
| 1     | Adrian Mannarino       |             |             |             |                       |                       |                             |                             |                    |                    | ●                  |                    | 1     | 0     | 0     |
| 1     | Kei Nishikori          |             |             |             |                       |                       |                             |                             |                    |                    | ●                  |                    | 1     | 0     | 0     |
| 1     | Reilly Opelka          |             |             |             |                       |                       |                             |                             |                    |                    | ●                  |                    | 1     | 0     | 0     |
| 1     | Guido Pella            |             |             |             |                       |                       |                             |                             |                    |                    | ●                  |                    | 1     | 0     | 0     |
| 1     | Diego Schwartzman      |             |             |             |                       |                       |                             |                             |                    |                    | ●                  |                    | 1     | 0     | 0     |
| 1     | Albert Ramos Viñolas   |             |             |             |                       |                       |                             |                             |                    |                    | ●                  |                    | 1     | 0     | 0     |
| 1     | Andrei Rubliov         |             |             |             |                       |                       |                             |                             |                    |                    | ●                  |                    | 1     | 0     | 0     |
| 1     | Tennys Sandgren        |             |             |             |                       |                       |                             |                             |                    |                    | ●                  |                    | 1     | 0     | 0     |
| 1     | Denis Shapovalov       |             |             |             |                       |                       |                             |                             |                    |                    | ●                  |                    | 1     | 0     | 0     |
| 1     | Lorenzo Sonego         |             |             |             |                       |                       |                             |                             |                    |                    | ●                  |                    | 1     | 0     | 0     |
| 1     | Romain Arneodo         |             |             |             |                       |                       |                             |                             |                    |                    |                    | ●                  | 0     | 1     | 0     |
| 1     | Rohan Bopanna          |             |             |             |                       |                       |                             |                             |                    |                    |                    | ●                  | 0     | 1     | 0     |
| 1     | Nikola Čačić           |             |             |             |                       |                       |                             |                             |                    |                    |                    | ●                  | 0     | 1     | 0     |
| 1     | Jérémy Chardy          |             |             |             |                       |                       |                             |                             |                    |                    |                    | ●                  | 0     | 1     | 0     |
| 1     | Marcus Daniell         |             |             |             |                       |                       |                             |                             |                    |                    |                    | ●                  | 0     | 1     | 0     |
| 1     | Federico Delbonis      |             |             |             |                       |                       |                             |                             |                    |                    |                    | ●                  | 0     | 1     | 0     |
| 1     | Marcelo Demoliner      |             |             |             |                       |                       |                             |                             |                    |                    |                    | ●                  | 0     | 1     | 0     |
| 1     | Jonathan Erlich        |             |             |             |                       |                       |                             |                             |                    |                    |                    | ●                  | 0     | 1     | 0     |
| 1     | David Goffin           |             |             |             |                       |                       |                             |                             |                    |                    |                    | ●                  | 0     | 1     | 0     |
| 1     | Santiago González      |             |             |             |                       |                       |                             |                             |                    |                    |                    | ●                  | 0     | 1     | 0     |
| 1     | Robin Haase            |             |             |             |                       |                       |                             |                             |                    |                    |                    | ●                  | 0     | 1     | 0     |
| 1     | Roman Jebavý           |             |             |             |                       |                       |                             |                             |                    |                    |                    | ●                  | 0     | 1     | 0     |
| 1     | Wesley Koolhof         |             |             |             |                       |                       |                             |                             |                    |                    |                    | ●                  | 0     | 1     | 0     |
| 1     | Łukasz Kubot           |             |             |             |                       |                       |                             |                             |                    |                    |                    | ●                  | 0     | 1     | 0     |
| 1     | Robert Lindstedt       |             |             |             |                       |                       |                             |                             |                    |                    |                    | ●                  | 0     | 1     | 0     |
| 1     | Ben McLachlan          |             |             |             |                       |                       |                             |                             |                    |                    |                    | ●                  | 0     | 1     | 0     |
| 1     | Marcelo Melo           |             |             |             |                       |                       |                             |                             |                    |                    |                    | ●                  | 0     | 1     | 0     |
| 1     | Matwé Middelkoop       |             |             |             |                       |                       |                             |                             |                    |                    |                    | ●                  | 0     | 1     | 0     |
| 1     | Andrés Molteni         |             |             |             |                       |                       |                             |                             |                    |                    |                    | ●                  | 0     | 1     | 0     |
| 1     | Frederik Nielsen       |             |             |             |                       |                       |                             |                             |                    |                    |                    | ●                  | 0     | 1     | 0     |
| 1     | Hugo Nys               |             |             |             |                       |                       |                             |                             |                    |                    |                    | ●                  | 0     | 1     | 0     |
| 1     | Tim Pütz               |             |             |             |                       |                       |                             |                             |                    |                    |                    | ●                  | 0     | 1     | 0     |
| 1     | John Peers             |             |             |             |                       |                       |                             |                             |                    |                    |                    | ●                  | 0     | 1     | 0     |
| 1     | Aisam-ul-Haq Qureshi   |             |             |             |                       |                       |                             |                             |                    |                    |                    | ●                  | 0     | 1     | 0     |
| 1     | Artem Sitak            |             |             |             |                       |                       |                             |                             |                    |                    |                    | ●                  | 0     | 1     | 0     |
| 1     | Ken Skupski            |             |             |             |                       |                       |                             |                             |                    |                    |                    | ●                  | 0     | 1     | 0     |
| 1     | Neal Skupski           |             |             |             |                       |                       |                             |                             |                    |                    |                    | ●                  | 0     | 1     | 0     |
| 1     | Serhí Stakhovski       |             |             |             |                       |                       |                             |                             |                    |                    |                    | ●                  | 0     | 1     | 0     |
| 1     | Igor Zelenay           |             |             |             |                       |                       |                             |                             |                    |                    |                    | ●                  | 0     | 1     | 0     |

### Títols per país
| Total | País          | Grand Slams | Grand Slams | Grand Slams | ATP World Tour Finals | ATP World Tour Finals | ATP World Tour Masters 1000 | ATP World Tour Masters 1000 | ATP World Tour 500 | ATP World Tour 500 | ATP World Tour 250 | ATP World Tour 250 | Resum | Resum | Resum |
| Total | País          | I           | D           | X           | I                     | D                     | I                           | D                           | I                  | D                  | I                  | D                  | I     | D     | X     |
| ----- | ------------- | ----------- | ----------- | ----------- | --------------------- | --------------------- | --------------------------- | --------------------------- | ------------------ | ------------------ | ------------------ | ------------------ | ----- | ----- | ----- |
| 17    | França        |             | 1           |             |                       | 1                     |                             | 1                           | 1                  | 2                  | 5                  | 6                  | 6     | 11    | 0     |
| 12    | Croàcia       |             |             | 2           |                       |                       |                             | 4                           |                    | 1                  |                    | 5                  | 0     | 10    | 2     |
| 11    | Espanya       | 2           |             |             |                       |                       | 2                           | 1                           | 1                  | 1                  | 3                  | 1                  | 8     | 3     | 0     |
| 11    | Estats Units  |             |             | 1           |                       |                       |                             | 1                           |                    | 2                  | 4                  | 3                  | 4     | 6     | 1     |
| 11    | Àustria       |             |             |             |                       |                       | 1                           |                             | 3                  | 1                  | 1                  | 5                  | 5     | 6     | 0     |
| 9     | Regne Unit    |             |             | 1           |                       |                       |                             |                             |                    | 3                  | 1                  | 4                  | 1     | 7     | 1     |
| 9     | Argentina     |             |             |             |                       |                       |                             | 2                           |                    | 1                  | 3                  | 3                  | 3     | 6     | 0     |
| 8     | Sèrbia        | 2           |             |             |                       |                       | 2                           |                             | 2                  |                    | 1                  | 1                  | 7     | 1     | 0     |
| 8     | Alemanya      |             | 1           |             |                       |                       |                             |                             |                    | 1                  | 1                  | 5                  | 1     | 7     | 0     |
| 6     | Itàlia        |             |             |             | 1                     |                       | 1                           |                             |                    |                    | 4                  |                    | 6     | 0     | 0     |
| 6     | Austràlia     |             |             |             |                       |                       |                             |                             | 2                  |                    | 3                  | 1                  | 5     | 1     | 0     |
| 5     | Colòmbia      |             | 2           |             |                       |                       |                             | 1                           |                    | 1                  |                    | 1                  | 0     | 5     | 0     |
| 5     | Rússia        |             |             |             |                       |                       | 2                           |                             |                    |                    | 3                  |                    | 5     | 0     | 0     |
| 5     | Països Baixos |             |             |             |                       |                       |                             | 1                           |                    | 1                  |                    | 3                  | 0     | 5     | 0     |
| 5     | Brasil        |             |             |             |                       |                       |                             | 1                           |                    |                    |                    | 4                  | 0     | 5     | 0     |
| 4     | Suïssa        |             |             |             |                       |                       | 1                           |                             | 3                  |                    |                    |                    | 4     | 0     | 0     |
| 4     | Eslovàquia    |             |             |             |                       |                       |                             | 1                           |                    | 1                  |                    | 2                  | 0     | 4     | 0     |
| 4     | Nova Zelanda  |             |             |             |                       |                       |                             |                             |                    | 2                  |                    | 2                  | 0     | 4     | 0     |
| 4     | Xile          |             |             |             |                       |                       |                             |                             |                    | 1                  | 3                  |                    | 3     | 1     | 0     |
| 4     | Bèlgica       |             |             |             |                       |                       |                             |                             |                    |                    |                    | 4                  | 0     | 4     | 0     |
| 3     | Grècia        |             |             |             | 1                     |                       |                             |                             |                    |                    | 2                  |                    | 3     | 0     | 0     |
| 3     | Sud-àfrica    |             |             |             |                       |                       |                             |                             |                    | 2                  | 1                  |                    | 1     | 2     | 0     |
| 2     | Romania       |             |             |             |                       |                       |                             | 1                           |                    | 1                  |                    |                    | 0     | 2     | 0     |
| 2     | Finlàndia     |             |             |             |                       |                       |                             |                             |                    | 1                  |                    | 1                  | 0     | 2     | 0     |
| 2     | Japó          |             |             |             |                       |                       |                             |                             |                    |                    | 1                  | 1                  | 1     | 1     | 0     |
| 2     | Polònia       |             |             |             |                       |                       |                             |                             |                    |                    | 1                  | 1                  | 1     | 1     | 0     |
| 2     | Índia         |             |             |             |                       |                       |                             |                             |                    |                    |                    | 2                  | 0     | 2     | 0     |
| 1     | Geòrgia       |             |             |             |                       |                       |                             |                             | 1                  |                    |                    |                    | 1     | 0     | 0     |
| 1     | Canadà        |             |             |             |                       |                       |                             |                             |                    |                    | 1                  |                    | 1     | 0     | 0     |
| 1     | Moldàvia      |             |             |             |                       |                       |                             |                             |                    |                    | 1                  |                    | 1     | 0     | 0     |
| 1     | Dinamarca     |             |             |             |                       |                       |                             |                             |                    |                    |                    | 1                  | 0     | 1     | 0     |
| 1     | Israel        |             |             |             |                       |                       |                             |                             |                    |                    |                    | 1                  | 0     | 1     | 0     |
| 1     | Mèxic         |             |             |             |                       |                       |                             |                             |                    |                    |                    | 1                  | 0     | 1     | 0     |
| 1     | Mònaco        |             |             |             |                       |                       |                             |                             |                    |                    |                    | 1                  | 0     | 1     | 0     |
| 1     | Pakistan      |             |             |             |                       |                       |                             |                             |                    |                    |                    | 1                  | 0     | 1     | 0     |
| 1     | Txèquia       |             |             |             |                       |                       |                             |                             |                    |                    |                    | 1                  | 0     | 1     | 0     |
| 1     | Suècia        |             |             |             |                       |                       |                             |                             |                    |                    |                    | 1                  | 0     | 1     | 0     |
| 1     | Ucraïna       |             |             |             |                       |                       |                             |                             |                    |                    |                    | 1                  | 0     | 1     | 0     |

## Rànquings

### Individual
| Rànquing individual ATP 2019 | Rànquing individual ATP 2019 | Rànquing individual ATP 2019 | Rànquing individual ATP 2019 | Rànquing individual ATP 2019 | Rànquing individual ATP 2019 |
| Pos.                         | Tennista                     | Punts                        | Torneigs                     | Ant.                         | Mov.                         |
| ---------------------------- | ---------------------------- | ---------------------------- | ---------------------------- | ---------------------------- | ---------------------------- |
| 1                            | Rafael Nadal                 | 9.985                        | 13                           | 1                            | 1                            |
| 2                            | Novak Đoković                | 9.145                        | 17                           | 1                            | 1                            |
| 3                            | Roger Federer                | 6.590                        | 17                           | 3                            | =                            |
| 4                            | Dominic Thiem                | 5.825                        | 22                           | 8                            | 4                            |
| 5                            | Daniil Medvedev              | 5.705                        | 24                           | 16                           | 11                           |
| 6                            | Stéfanos Tsitsipàs           | 5.300                        | 27                           | 15                           | 9                            |
| 7                            | Alexander Zverev             | 3.345                        | 24                           | 4                            | 3                            |
| 8                            | Matteo Berrettini            | 2.870                        | 26                           | 54                           | 46                           |
| 9                            | Roberto Bautista Agut        | 2.540                        | 23                           | 24                           | 15                           |
| 10                           | Gaël Monfils                 | 2.530                        | 21                           | 29                           | 19                           |
| 11                           | David Goffin                 | 2.335                        | 27                           | 22                           | 11                           |
| 12                           | Fabio Fognini                | 2.290                        | 24                           | 13                           | 1                            |
| 13                           | Kei Nishikori                | 2.180                        | 16                           | 9                            | 4                            |
| 14                           | Diego Schwartzman            | 2.125                        | 25                           | 17                           | 3                            |
| 15                           | Denis Shapovalov             | 2.050                        | 26                           | 27                           | 12                           |
| 16                           | Stan Wawrinka                | 2.000                        | 20                           | 66                           | 40                           |
| 17                           | Karén Khatxànov              | 1.840                        | 26                           | 11                           | 6                            |
| 18                           | Alex de Minaur               | 1.775                        | 23                           | 31                           | 13                           |
| 19                           | John Isner                   | 1.770                        | 20                           | 10                           | 9                            |
| 20                           | Grígor Dimitrov              | 1.747                        | 22                           | 19                           | 1                            |

#### Evolució número 1
| Tennista      | Data inici    | Data fi       | Setmanes |
| ------------- | ------------- | ------------- | -------- |
| Novak Đoković | Final 2018    | 3 de novembre | 45       |
| Rafael Nadal  | 4 de novembre | Final 2019    | 7        |

### Dobles
| Rànquing dobles ATP 2019 | Rànquing dobles ATP 2019 | Rànquing dobles ATP 2019 | Rànquing dobles ATP 2019 | Rànquing dobles ATP 2019 | Rànquing dobles ATP 2019 |
| Pos.                     | Tennista                 | Punts                    | Torneigs                 | Ant.                     | Mov.                     |
| ------------------------ | ------------------------ | ------------------------ | ------------------------ | ------------------------ | ------------------------ |
| 1                        | Juan Sebastián Cabal     | 8.230                    | 23                       | 5                        | 4                        |
| 1                        | Robert Farah             | 8.230                    | 23                       | 5                        | 4                        |
| 3                        | Nicolas Mahut            | 7.180                    | 19                       | 11                       | 8                        |
| 4                        | Horacio Zeballos         | 5.610                    | 24                       | 29                       | 25                       |
| 5                        | Pierre-Hugues Herbert    | 5.290                    | 13                       | 12                       | 7                        |
| 6                        | Łukasz Kubot             | 5.090                    | 25                       | 9                        | 3                        |
| 7                        | Marcelo Melo             | 4.910                    | 25                       | 9                        | 2                        |
| 8                        | Raven Klaasen            | 4.665                    | 25                       | 15                       | 7                        |
| 9                        | Kevin Krawietz           | 4.660                    | 30                       | 71                       | 62                       |
| 10                       | Michael Venus            | 4.530                    | 24                       | 16                       | 6                        |
| 11                       | Andreas Mies             | 4.500                    | 32                       | 73                       | 62                       |
| 12                       | Ivan Dodig               | 4.270                    | 29                       | 35                       | 23                       |
| 13                       | Filip Polášek            | 4.220                    | 26                       | 163                      | 150                      |
| 14                       | Wesley Koolhof           | 3.820                    | 28                       | 42                       | 28                       |
| 15                       | Nikola Mektić            | 3.810                    | 28                       | 13                       | 2                        |
| 16                       | Édouard Roger-Vasselin   | 3.770                    | 25                       | 24                       | 8                        |
| 17                       | Henri Kontinen           | 3.750                    | 22                       | 26                       | 9                        |
| 18                       | Mate Pavić               | 3.740                    | 27                       | 3                        | 15                       |
| 19                       | Horia Tecău              | 3.650                    | 26                       | 27                       | 8                        |
| 20                       | Jean-Julien Rojer        | 3.650                    | 28                       | 19                       | 1                        |

| Rànquing equips ATP 2019 | Rànquing equips ATP 2019            | Rànquing equips ATP 2019 | Rànquing equips ATP 2019 | Rànquing equips ATP 2019 | Rànquing equips ATP 2019 |
| Pos.                     | Parella                             | Punts                    | Torneigs                 | Ant.                     | Mov.                     |
| ------------------------ | ----------------------------------- | ------------------------ | ------------------------ | ------------------------ | ------------------------ |
| 1                        | Juan Sebastián Cabal Robert Farah   | 8.300                    | 21                       | 2                        | 1                        |
| 2                        | Łukasz Kubot Marcelo Melo           | 4.645                    | 21                       | 4                        | 2                        |
| 3                        | Kevin Krawietz Andreas Mies         | 3.985                    | 21                       | −                        | Augment                  |
| 4                        | Rajeev Ram Joe Salisbury            | 3.670                    | 24                       | −                        | Augment                  |
| 5                        | Raven Klaasen Michael Venus         | 3.640                    | 20                       | 6                        | 1                        |
| 6                        | Jean-Julien Rojer Horia Tecău       | 3.585                    | 23                       | −                        | Augment                  |
| 7                        | Bob Bryan Mike Bryan                | 3.380                    | 20                       | 7                        | =                        |
| 8                        | Pierre-Hugues Herbert Nicolas Mahut | 3.360                    | 7                        | 8                        | =                        |
| 9                        | Ivan Dodig Filip Polášek            | 3.225                    | 11                       | −                        | Augment                  |
| 10                       | Henri Kontinen John Peers           | 3.000                    | 19                       | 10                       | =                        |

#### Evolució número 1
| Tennista/es                       | Data inici   | Data fi      | Setmanes |
| --------------------------------- | ------------ | ------------ | -------- |
| Mike Bryan                        | Final 2018   | 14 de juliol | 28       |
| Juan Sebastián Cabal Robert Farah | 15 de juliol | Final 2019   | 24       |

## Guardons
- Millor tennista individual: Rafael Nadal[2]
- Millor tennistes dobles: Juan Sebastián Cabal i Robert Farah[2]
- ATP Comeback Player of the Year: Andy Murray[2]
- ATP Most Improved Player of the Year: Matteo Berrettini [2]
- ATP Newcomer of the Year: Jannik Sinner[2]
- Stefan Edberg Sportsmanship Award: Rafael Nadal[2]
- Arthur Ashe Humanitarian Award: Kevin Anderson[2]
- Tennista favorit individual: Roger Federer[2]
- Tennistes favorits dobles: Mike Bryan i Bob Bryan[2]
- ATP Coach of the Year: Gilles Cervara (entrenador de Daniil Medvedev)[2]
- Tim Gullikson Career Coach Award: Tony Roche[2]
- Ron Bookman Media Excellence Award: Courtney Walsh[2]

## Retirades
- Nicolás Almagro (21 d'agost de 1985)[3][4][5][6]
- Markos Bagdatís (17 de juny de 1985)[3][4][7][6]
- Tomáš Berdych (17 de setembre de 1985)[3][4][8][9]
- Daniel Brands (17 de juliol de 1987)
- Víctor Estrella Burgos (2 d'agost de 1980)[3][4][10][9]
- David Ferrer (2 d'abril de 1982)[3][4][6]
- Andreas Haider-Maurer (22 de març de 1987)
- Marcin Matkowski (15 de gener de 1981)[4][9]
- Hans Podlipnik Castillo (9 de gener de 1988)
- Michał Przysiężny (16 de febrer de 1984)
- Daniel Muñoz de la Nava (29 de gener de 1982)
- Tim Smyczek (30 de desembre de 1987)[6]
- Janko Tipsarević (22 de juny de 1984)[11][9]

## Distribució de punts
| Categoria                             | G                     | F                    | SF                  | QF                                                                                               | R16                                                                                              | R32                                                                                              | R64                                                                                              | R128                                                                                             | Q                                                                                                | Q3                                                                                               | Q2                                                                                               | Q1                                                                                               |
| Grand Slam (128I)                     | 2000                  | 1200                 | 720                 | 360                                                                                              | 180                                                                                              | 90                                                                                               | 45                                                                                               | 10                                                                                               | 25                                                                                               | 16                                                                                               | 8                                                                                                | 0                                                                                                |
| Grand Slam (64D)                      | 2000                  | 1200                 | 720                 | 360                                                                                              | 180                                                                                              | 90                                                                                               | 0                                                                                                | –                                                                                                | 25                                                                                               | –                                                                                                | 0                                                                                                | 0                                                                                                |
| ATP Finals (8I/8D)                    | 1500 (max) 1100 (min) | 1000 (max) 600 (min) | 600 (max) 200 (min) | 200 per cada victòria a la fase Round Robin +400 victòria a semifinals, +500 victòria a la final | 200 per cada victòria a la fase Round Robin +400 victòria a semifinals, +500 victòria a la final | 200 per cada victòria a la fase Round Robin +400 victòria a semifinals, +500 victòria a la final | 200 per cada victòria a la fase Round Robin +400 victòria a semifinals, +500 victòria a la final | 200 per cada victòria a la fase Round Robin +400 victòria a semifinals, +500 victòria a la final | 200 per cada victòria a la fase Round Robin +400 victòria a semifinals, +500 victòria a la final | 200 per cada victòria a la fase Round Robin +400 victòria a semifinals, +500 victòria a la final | 200 per cada victòria a la fase Round Robin +400 victòria a semifinals, +500 victòria a la final | 200 per cada victòria a la fase Round Robin +400 victòria a semifinals, +500 victòria a la final |
| ATP World Tour Masters 1000 (96I)     | 1000                  | 600                  | 360                 | 180                                                                                              | 90                                                                                               | 45                                                                                               | 25                                                                                               | 10                                                                                               | 16                                                                                               | –                                                                                                | 8                                                                                                | 0                                                                                                |
| ATP World Tour Masters 1000 (56I/48I) | 1000                  | 600                  | 360                 | 180                                                                                              | 90                                                                                               | 45                                                                                               | 10                                                                                               | –                                                                                                | 25                                                                                               | –                                                                                                | 16                                                                                               | 0                                                                                                |
| ATP World Tour Masters 1000 (32D/24D) | 1000                  | 600                  | 360                 | 180                                                                                              | 90                                                                                               | 0                                                                                                | –                                                                                                | –                                                                                                | –                                                                                                | –                                                                                                | –                                                                                                | –                                                                                                |
| ATP World Tour 500 (48I)              | 500                   | 300                  | 180                 | 90                                                                                               | 45                                                                                               | 20                                                                                               | 0                                                                                                | –                                                                                                | 10                                                                                               | –                                                                                                | 4                                                                                                | 0                                                                                                |
| ATP World Tour 500 (32I)              | 500                   | 300                  | 180                 | 90                                                                                               | 45                                                                                               | 0                                                                                                | –                                                                                                | –                                                                                                | 20                                                                                               | –                                                                                                | 10                                                                                               | 0                                                                                                |
| ATP World Tour 500 (16D)              | 500                   | 300                  | 180                 | 90                                                                                               | 0                                                                                                | –                                                                                                | –                                                                                                | –                                                                                                | 20                                                                                               | –                                                                                                | 0                                                                                                | 0                                                                                                |
| ATP World Tour 250 (56I/48I)          | 250                   | 150                  | 90                  | 45                                                                                               | 20                                                                                               | 10                                                                                               | 0                                                                                                | –                                                                                                | 5                                                                                                | 3                                                                                                | 0                                                                                                | 0                                                                                                |
| ATP World Tour 250 (32I/28I)          | 250                   | 150                  | 90                  | 45                                                                                               | 20                                                                                               | 0                                                                                                | –                                                                                                | –                                                                                                | 12                                                                                               | 6                                                                                                | 0                                                                                                | 0                                                                                                |
| ATP World Tour 250 (24D)              | 250                   | 150                  | 90                  | 45                                                                                               | 20                                                                                               | 0                                                                                                | –                                                                                                | –                                                                                                | –                                                                                                | –                                                                                                | –                                                                                                | –                                                                                                |
| ATP World Tour 250 (16D)              | 250                   | 150                  | 90                  | 45                                                                                               | 0                                                                                                | –                                                                                                | –                                                                                                | –                                                                                                | –                                                                                                | –                                                                                                | –                                                                                                | –                                                                                                |